# Radio Bío-Bío
Radio Bío-Bío es una estación radial chilena, fundada en Concepción, donde tiene su base; posee estaciones locales en varias otras ciudades, entre ellas Santiago, Valparaíso, Los Ángeles, Lonquimay Temuco, Valdivia, Osorno y Puerto Montt. Se destaca por combinar noticias, música y deportes. También transmite vía Internet en el resto del país y en todo el mundo.
Es una de las emisoras más escuchadas de Chile, que también es conocida por su eslogan «Bío-Bío, La Radio», además por las frases que publicitan su noticiero El informador, que se inicia con «el hombre que no está informado, no puede tener opinión» y finaliza con «el hombre que no tiene opinión no puede tomar decisiones»; al igual que su lema «la verdad no se promete, se cuenta».
Se define como una radio independiente, sin vínculos a otras organizaciones, credos religiosos, partidos políticos y empresas; pese a ello, es uno de los medios preferidos por los usuarios de derecha. No está afiliada a la Asociación de Radiodifusores de Chile (ARCHI).

## Historia

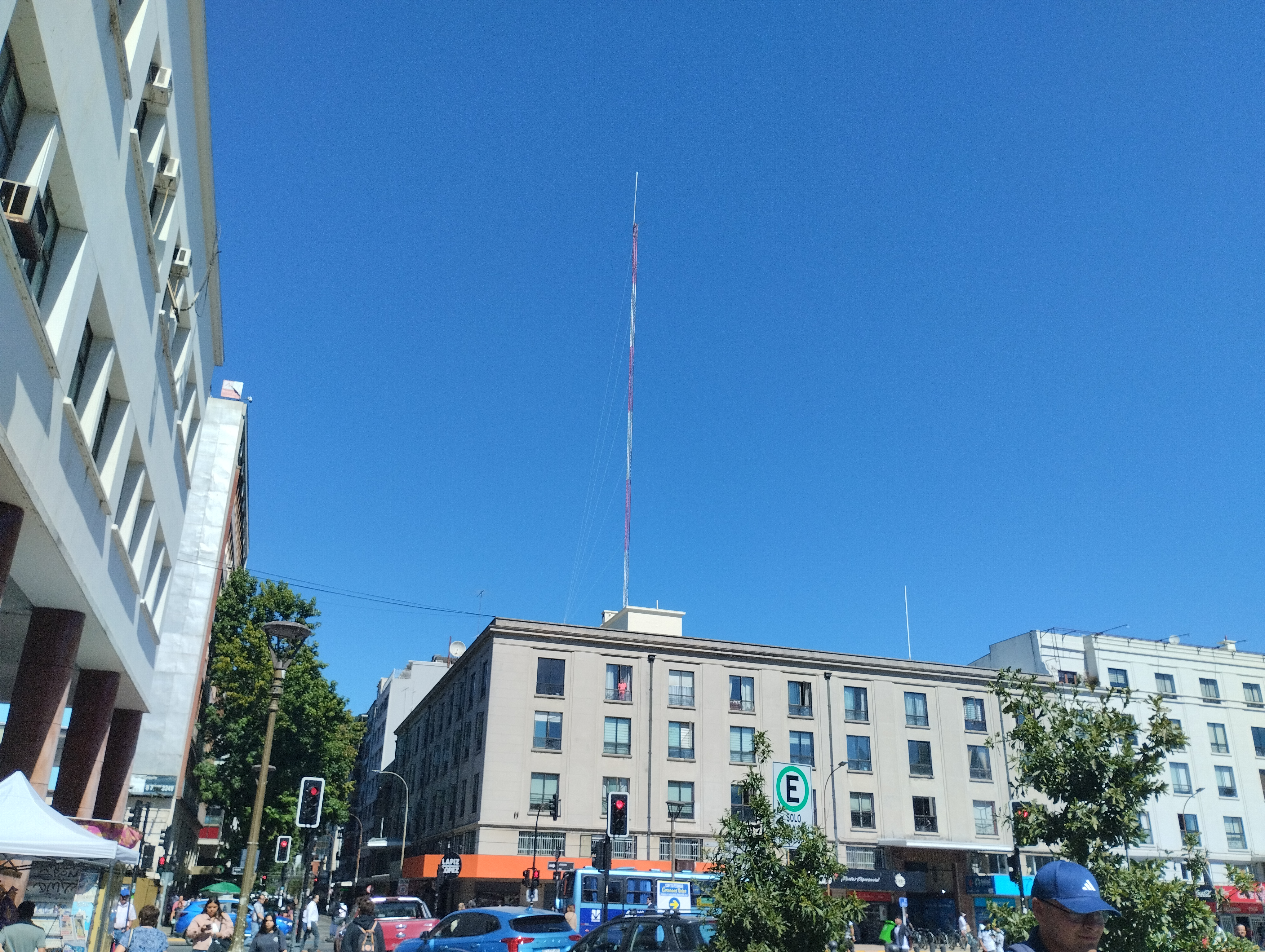
Estudios centrales de la emisora, ubicados en Bernardo O'Higgins 680, frente a la Plaza de la Independencia, en Concepción.

### Inicios
La emisora fue fundada por Nibaldo Mosciatti Moena (1926-2007) el 24 de abril de 1966. En sus inicios ocupó la frecuencia 1260 de la amplitud modulada (AM) en la ciudad de Concepción, capital de la Región del Biobío. Nació siguiendo la línea de su emisora madre Radio El Carbón de Lota (1959). A mediados de 1978 se reordenó el dial AM quedando esta en la frecuencia 620 kHz con una potencia de 10 kW, superior a la potencia original.
Durante los años 1970 y 1980 se hizo notar por su línea editorial opositora tanto al gobierno de la Unidad Popular como con la dictadura del general Augusto Pinochet, lo que provocó que fuera censurada. Así, en octubre de 1984 la Junta Militar le prohibió la difusión de programas informativos hasta marzo de 1987.

### Cobertura nacional

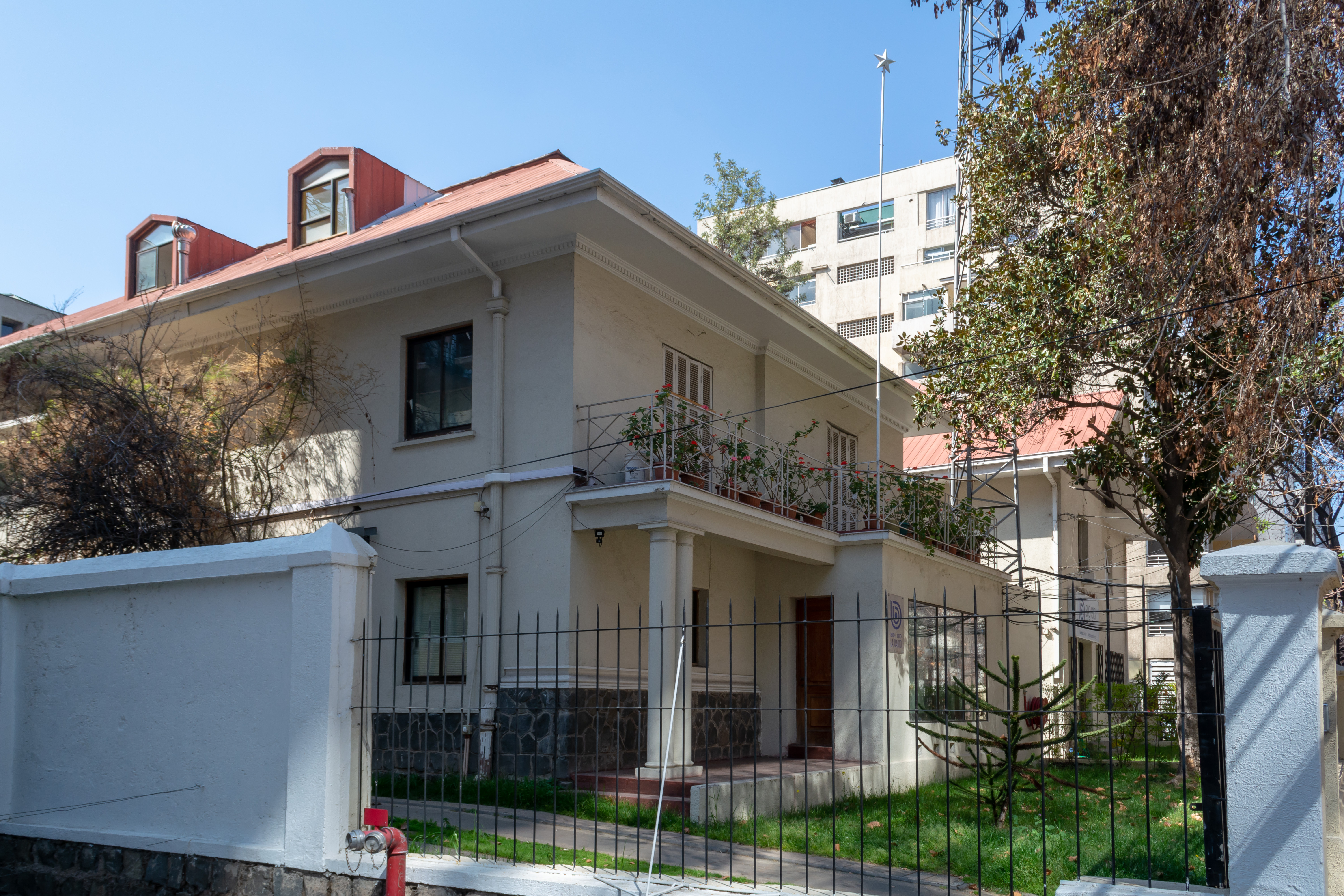
Estudios en Santiago.

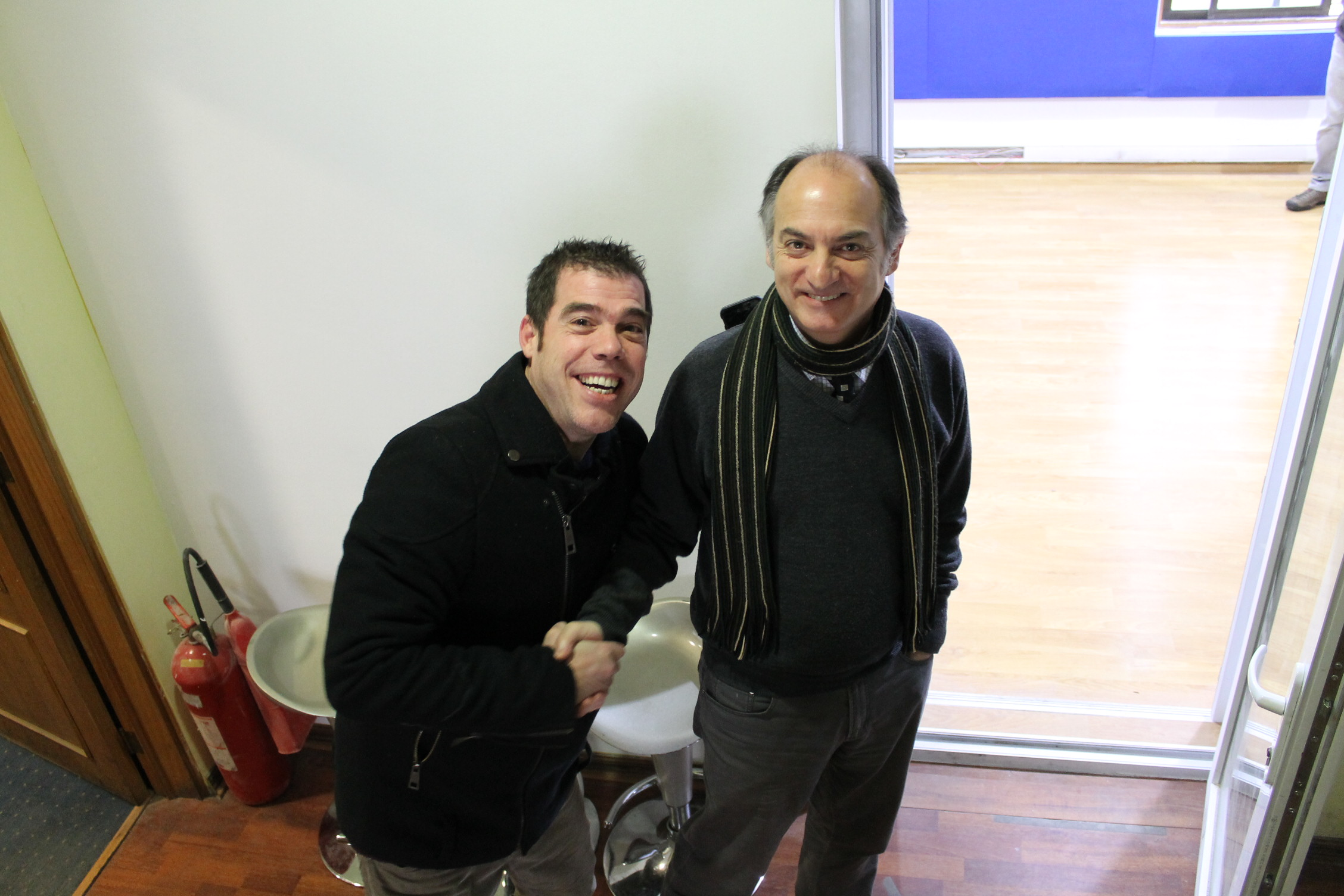
Álvaro Escobar, conductor de Expreso Bío Bío, junto a Nibaldo Mosciatti.

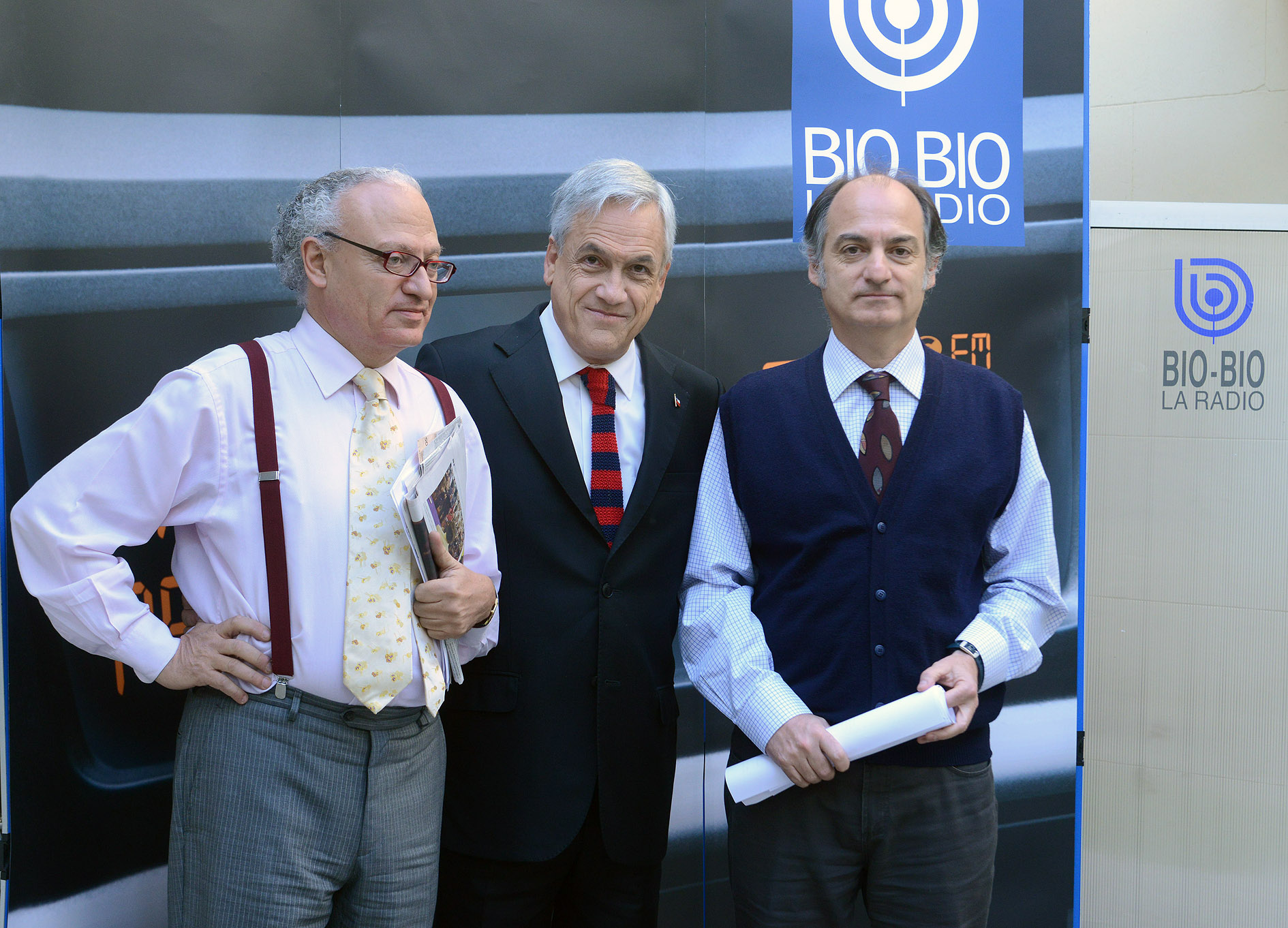
Tomás Mosciatti (a la izquierda), Sebastián Piñera y Nibaldo Mosciatti durante una entrevista en la radio en 2013.

Su expansión hacia el resto del territorio chileno comenzó a principios de los años 1990. Sus primeras estaciones fuera de la región natal fueron en Temuco, Valdivia, Osorno y Puerto Montt. Rápidamente se inició una explosiva expansión que incluyó a Santiago, en 1997.
Posee 43 estaciones de Arica a Punta Arenas. Las estaciones de Santiago y Valparaíso son independientes de la de Concepción, al igual que el resto del sur, por lo que transmiten distinta programación. Desde mayo de 2005, la emisora tiene estudios en Valparaíso, siendo la primera que transmite al norte, conectándose a la transmisión de Santiago en el noticiero (transmitiendo de forma local en un bloque adicional al original de la Red Nacional) y en las deportivas. Como toda radio regional, Bío Bío de Concepción no transmite los partidos de fútbol, pero si informa de los mismos en breves espacios (exceptuando las Regiones de los Ríos y Los Lagos, que tienen periodistas y locutores propios). La transmisión de su noticiero se hace desde Concepción en los dos primeros bloques y luego se hace una emisión local en el último bloque, donde entregan las informaciones regionales de Radiograma.
Mantiene ocho transmisiones independientes: Concepción (620 kHz y 98.1 MHz), Santiago (desde el 30 de junio de 1997, 99.7 MHz), Valparaíso (5 de mayo de 2005, 94.5 MHz), Los Ángeles (8 de enero de 1996, 96.7 MHz), Lonquimay (10 de junio de 1996, 101.5 MHz), Temuco (marzo de 1991, 88.1 MHz), Valdivia (1 de marzo de 1996, 88.9 MHz y Los Lagos (Chile) 91.5 MHz), Osorno (17 de marzo de 1991, 106.5 MHz) y Puerto Montt (13 de mayo de 1991, 94.9 MHz).
El 7 de octubre de 2007 falleció en la Clínica Sanatorio Alemán de Concepción el fundador de la Radio, Nibaldo Mosciatti Moena, debido a las consecuencias posteriores a un infarto que había sufrido 2 de octubre.
El 2 de enero de 2008 comenzó el programa Podría ser peor, bajo la conducción de Julio César Rodríguez, y que hasta la actualidad permanece al aire.
En diciembre de 2008, junto con el diario La Tercera, Chilevisión, el Instituto de Sociología de la UC, Mapcity, un grupo de medios escritos y canales de televisión regionales (como UCV Televisión, Canal 9 Regional que es de su propiedad y Sextavisión, por nombrar algunos canales), conformaron la Alianza Estratégica con CNN Chile.
El 1 de agosto de 2009 se reinaugura el sitio web de Radio Bío-Bío, dando un giro hacia la publicación directa de noticias. Posteriormente cambia su nombre a BioBioChile, recopilando las noticias entregadas por las estaciones de todo Chile junto con temas propios. La página de Bío-Bío se ha convertido en uno de los sitios de noticias más visitados del país; así en 2016 ocupó el primer puesto entre los más leídos, según el ranking de Alexa (pertenece a Amazon). A mediados de 2019, SimilarWeb, empresa que contabiliza el tráfico en la red, registraba más de 26 millones de visitas mensuales a BioBioChile.cl, según recogía la revista Capital, pero Tomás Mosciatti aseguraba a este medio que otras firmas daban cifras mayores y que en mayo habían "superado el récord histórico" de la radio "con 64,5 millones de visitas".
Después del terremoto de Chile de 2010, Bío-Bío fue la única emisora en Concepción que retomó sus transmisiones después de algunos minutos de estar fuera del aire, gracias a sus equipos de emergencia. A las afueras de las oficinas de la radio cientos de personas mostraron su afecto con pancartas agradeciendo la gran labor que esta realizó. La emisora, no solo ha sido escuchada desde los hogares y automóviles, también durante esta cobertura, realizó una transmisión conjunta con CNN Chile, lo que los abonados a los cableoperadores que ofrecen la señal y durante la conexión a canales regionales, como Canal 9 Regional del Bío Bío y UCV Televisión, entre otros canales, tanto en TV Abierta, como en cable, hicieron que sus espectadores y radioescuchas, participaran de la transmisión, por Twitter, Facebook y llamados telefónicos.
El 14 de abril de 2010 falleció Petronio Romo, ícono de la radio, locutor de «Brevenotas», voz del comercial de Piretanyl y las cortinas de inicio y final de «El Informador» y «Radiograma» en los años 1970, 80, y 90.
A contar de 2015 es la radio oficial del reconocido Festival del Huaso de Olmué. Además de realizar su transmisión en el dial, cuenta con un representante en el jurado del certamen. Algunas voces que han cumplido esa labor son René Naranjo, Ana Josefa Silva, Scarleth Cárdenas y Loreto Álvarez.
El 11 de enero de 2017 falleció Carlos Muñoz Martínez, otro ícono de la radio, quien también colaboró en la lectura de noticias de Canal 9 a mediados de los años 1990.
El 21 de febrero de 2023 falleció Gonzalo Barrera, locutor y antiguo radiocontrolador de la emisora. Su impactante deceso, a los 38 años, generó gran repercusión en los medios, colegas y público en general. Debido a esto, la emisora hizo un minuto de silencio entre las 00.39 y 00.40 del 22 de febrero de 2023 al momento de la apertura del programa «El Trasnoche», que era habitualmente conducido por Barrera.

### Bío-Bío TV
Bío-Bío TV inició sus transmisiones de manera online en 2013 con una programación que incluía columnas, producciones originales como Agenda propia, conducido por Rayén Araya, además de los espacios radiales «Expreso Bío-Bío» y «Podría ser peor».
El 23 de noviembre de 2020 se convirtió en un canal de TV Digital transmitiendo desde entonces a través de la señal 26.1 de libre recepción en Santiago. Paulatinamente ha sido incorporado a la grilla de diversos cableoperadores.

## Bío-Bío deportes
Bío-Bío Deportes es el programa deportivo de Radio Bío-Bío de Santiago. Nació con el nombre de Bío-Bío Deportes el 2 de enero de 2003 con dos programas desde estudios y desde febrero de 2006 comenzó sus transmisiones desde exteriores.
En agosto de 2007 firmó una alianza con ESPN por la cual pasa a llamarse ESPN Radio-Bío-Bío Deportes. El convenio con ESPN terminó en junio de 2011 retomando su nombre original, Bío-Bío Deportes. Desde 2013 es filmado y transmitido por Bío-Bío Chile TV.
Bío-Bío Deportes transmite partidos de cada fecha del fútbol chileno, los que disputen los equipos chilenos en el ámbito internacional, todos los que juegue la Selección Chilena y transmiten también otros eventos deportivos como el tenis (Copa Davis) y toda la información deportiva nacional e internacional.
Además durante los fines de semana, aparte de las transmisiones deportivas, contó con el espacio El Poli los sábados por la tarde, que trataba sobre los deportes menos masivos en los medios de comunicación.

### Equipo Bío-Bío deportes 2024

#### Conductor
- Francisco Eguiluz (también relator)

#### Comentaristas
- Francisco Eguiluz
- Roberto Enrique Vallejos
- Eugenio Salinas
- Rodrigo Ried

#### Relatores
- Francisco Eguiluz
- Diego Osorio
- Hernán Chanampa

#### Reporteros
- Felipe Espina
- Hernán Chanampa
- Patricio Cabello

#### Locutor comercial
- Osvaldo Luchsinger

#### Editores periodísticos
- Rodrigo Ried
- Diego Osorio

## Controversias
El 26 de febrero de 2018, se conoce la demanda interpuesta por la comunicadora Rayén Araya en contra de Radio Bío Bío, por despido injustificado y vulneración de derechos fundamentales. En ella asegura haber sido discriminada por su condición de mujer y embarazo, pidiendo una indemnización de 100 millones de pesos. La emisora respondió negando las acusaciones y señalando que no aceptará llegar a un acuerdo judicial. El 7 de diciembre, el Primer Juzgado del Trabajo de Santiago desestimó la demanda por despido injustificado y vulneración de derechos fundamentales presentada por Araya, rechazando concederle la indemnización de 100 millones de pesos. Sin embargo, acogió la excepción de pago por remuneraciones y prestaciones adeudadas, por la suma de $3 028 919 mensuales.
El mismo año, en junio, fueron despedidos los periodistas Sergio Jara y Juan Pablo Figueroa, ambos de la unidad de investigación. Esta unidad había sido creada en 2016 por Jara, quien era su editor, con el fin de realizar reportajes y periodismo en profundidad.
El 30 de septiembre de 2019 los trabajadores sindicalizados, después de fracasadas las conversaciones de mediación, comenzaron su primera huelga legal, que se extendió hasta el 14 de octubre sin que llegaran a acuerdo. Al mes siguiente el sindicato denunció el despido de una decena de trabajadores, medida tomada por la empresa 24 horas después de que el sindicato presentara una demanda en contra de la emisora por realizar reemplazos en período de huelga legal.
El 1 de enero de 2020, durante los primeros segundos del nuevo año, en una transmisión especial y como es tradición en algunos medios de comunicación, se emitió el Himno Nacional Chileno, sin embargo, la emisora de Bío-Bío en Concepción incluyó la tercera estrofa del tema («vuestros nombres, valientes soldados...»), estrofa directamente relacionada con la dictadura militar de Augusto Pinochet, la que aun se entona en actos de partidarios del dictador y de la extrema derecha chilena, y cuyo uso en actos públicos fue oficialmente terminado tras el retorno a la democracia el 11 de marzo de 1990. La acción del medio fue duramente condenada en redes sociales, más aún considerando el clima social que se vivía en el país tras las manifestaciones iniciadas el 18 de octubre de 2019, haciéndose un llamado a boicotear a la emisora. Durante ese mismo día la emisora emitió un comunicado disculpándose por el “error inexcusable” y afirmando que “se avergüenzan” por haberle podido causar dolor a muchos de sus auditores.
En 2021, el cantautor chileno Mauricio Redolés acusó directamente a la Radio de censura, luego de que el locutor del programa "El Trasnoche", Esteban Barahona, dijera sobre la canción "Quien mató a gaete", lanzada por redolés en su disco homónimo de 1994, las siguientes declaraciones: “No es nada contra los artistas, creo que no va en la línea editorial del programa, no va en el espíritu del programa, menos para la gente que está escuchando, que es gente que independiente que tenga el criterio formado, es gente que merece el respeto del programa y vamos a hacer que este tipo de canciones no suenen más, por lo menos en el trasnoche de la radio”, debido al fuerte contenido político de la canción. Finalmente, Barahona se disculpó, disculpandose "por su ignorancia y su gravisimo error".

Durante el 2022 figuras vinculadas a la izquierda chilena, critican al medio de difundir noticias generalmente negativas contra este sector, incluyendo su cobertura crítica del proceso constituyente de 2021-2022, la cual habría favorecido la opción del Rechazo. Además, ha sido criticada por difundir opiniones contrarias al gobierno del Presidente Gabriel Boric, y a su gabinete en sus transmisiones de noticias y videos editoriales subidas en internet, de las cuales son replicadas por los diversos usuarios de internet cercanos a la derecha y extrema derecha política.

## Antiguas frecuencias
- 107.9 MHz (Calama); disponible solo para radios comunitarias.
- 107.9 MHz (San Felipe/Los Andes); disponible solo para radios comunitarias.
- 88.5 MHz (Viña del Mar/Valparaíso);  actualmuente Radio Amor sin relación con Radio Bio Bio está última fue trasladada al 94.5
- 88.9 MHz (Rancagua); trasladada al 99.9
- 90.1 MHz (Melipilla); trasladada al 89.9
- 106.3 MHz (Los Lagos); disponible solo para radios comunitarias.
- 107.3 MHz (Puerto Varas); disponible solo para radios comunitarias.